# كيت بوند
كيت بوند (بالإنجليزية: Kit Bond) هو محامي وسياسي أمريكي، ولد في 6 مارس 1939 في سانت لويس في الولايات المتحدة. نشط حزبياً في الحزب الجمهوري.

## مناصب
- في انتخابات مجلس الشيوخ في الولايات المتحدة 1986 [الإنجليزية]‏، انتخب عضو مجلس الشيوخ الأمريكي عن دائرة ميزوري ‏ وقد انضم خلال فترته النيابية [الإنجليزية]‏ (3 يناير 1991 – 3 يناير 1993)  للكتلة البرلمانية الحزب الجمهوري.
- في انتخابات مجلس الشيوخ في الولايات المتحدة 1992 [الإنجليزية]‏، انتخب عضو مجلس الشيوخ الأمريكي عن دائرة ميزوري ‏ وقد انضم خلال فترته النيابية [الإنجليزية]‏ (5 يناير 1993 – 3 يناير 1995)  للكتلة البرلمانية الحزب الجمهوري.
- في انتخابات مجلس الشيوخ في الولايات المتحدة 1992 [الإنجليزية]‏، انتخب عضو مجلس الشيوخ الأمريكي عن دائرة ميزوري ‏ وقد انضم خلال فترته النيابية [الإنجليزية]‏ (3 يناير 1995 – 3 يناير 1997)  للكتلة البرلمانية الحزب الجمهوري.
- في انتخابات مجلس الشيوخ في الولايات المتحدة 1992 [الإنجليزية]‏، انتخب عضو مجلس الشيوخ الأمريكي عن دائرة ميزوري ‏ وقد انضم خلال فترته النيابية [الإنجليزية]‏ (3 يناير 1997 – 3 يناير 1999)  للكتلة البرلمانية الحزب الجمهوري.
- في انتخابات مجلس الشيوخ في الولايات المتحدة 1998 [الإنجليزية]‏، انتخب عضو مجلس الشيوخ الأمريكي عن دائرة ميزوري ‏ وقد انضم خلال فترته النيابية (6 يناير 1999 – 3 يناير 2001)  للكتلة البرلمانية الحزب الجمهوري.
- في انتخابات مجلس الشيوخ في الولايات المتحدة 1998 [الإنجليزية]‏، انتخب عضو مجلس الشيوخ الأمريكي عن دائرة ميزوري ‏ وقد انضم خلال فترته النيابية [الإنجليزية]‏ (3 يناير 2001 – 3 يناير 2003)  للكتلة البرلمانية الحزب الجمهوري.
- في انتخابات مجلس الشيوخ في الولايات المتحدة 1998 [الإنجليزية]‏، انتخب عضو مجلس الشيوخ الأمريكي عن دائرة ميزوري ‏ وقد انضم خلال فترته النيابية [الإنجليزية]‏ (3 يناير 2003 – 3 يناير 2005)  للكتلة البرلمانية الحزب الجمهوري.
- في انتخابات مجلس الشيوخ في الولايات المتحدة 2004 [الإنجليزية]‏، انتخب عضو مجلس الشيوخ الأمريكي عن دائرة ميزوري ‏ وقد انضم خلال فترته النيابية [الإنجليزية]‏ (4 يناير 2005 – 3 يناير 2007)  للكتلة البرلمانية الحزب الجمهوري.
- في انتخابات مجلس الشيوخ في الولايات المتحدة 2004 [الإنجليزية]‏، انتخب عضو مجلس الشيوخ الأمريكي عن دائرة ميزوري ‏ وقد انضم خلال فترته النيابية [الإنجليزية]‏ (3 يناير 2007 – 3 يناير 2009)  للكتلة البرلمانية الحزب الجمهوري.
- في انتخابات مجلس الشيوخ في الولايات المتحدة 2004 [الإنجليزية]‏، انتخب عضو مجلس الشيوخ الأمريكي عن دائرة ميزوري ‏ وقد انضم خلال فترته النيابية [الإنجليزية]‏ (3 يناير 2009 – 3 يناير 2011)  للكتلة البرلمانية الحزب الجمهوري.
- انتخب مدعي عام [الإنجليزية]‏ ميزوري (1969 – 1969).
- انتخب حاكم ميسوري [الإنجليزية]‏ (8 يناير 1973 – 10 يناير 1977).
- انتخب حاكم ميسوري [الإنجليزية]‏ (12 يناير 1981 – 14 يناير 1985).
- انتخب المدقق العام لولاية ميزوري [الإنجليزية]‏ (1971 – 1973).
- انتخب عضو مجلس الشيوخ الأمريكي عن دائرة ميزوري (3 يناير 1987 – 3 يناير 2011).

## وصلات خارجية
- الموقع الرسمي
- كيت بوند على موقع إن إن دي بي (الإنجليزية)